# Kenny Garrett
Kenny Garrett (født 9. oktober 1960 i Detroit, Michigan) er en amerikansk altsaxofonist, der spiller jazzfusion, new jazz og funk. Hans far var tenorsaxofonist.
Garrett har ingen formel musikuddannelse, men deltog i workshops med trompetisten Marcus Belgrave, der tog ham med i sin gruppe, da han var 16. To år efter blev han medlem af Duke Ellingtons posthume orkester.
Han kom til New York i 1980 og spillede bl.a. med Mel Lewis' Village Vanguard-orkester, George Coleman, Woddy Shaw, Freddie Hubbard og Tom Harrel og var i 1985 med til at danne den unge sorte hardbop-gruppe, Out of the Blue.
Året efter blev han medlem af Miles Davis' gruppe og turnerede samtidig med Art Blakeys Jazz Messengers.
Fra 1991 hørtes han bl.a. med rocksangeren Sting, men ellers har han i 1990'erne overvejende spillet med egne grupper samt indspillet som sideman for fx Geri Allen, Roy Haynes, John Scofield og Chick Corea.